# Birek László
Birek László (Belényes, 1918. február 25. – Marosvásárhely, 1994.) magyar orvos, orvosi szakíró, zenekritikus.

## Életútja
A marosvásárhelyi OGYI balneológiai tanszékének vezetőjeként dolgozott, egyetemi előadótanár volt, az orvostudományok doktora (1966). Szakírásai, főleg az Orvosi Szemlében, a fizikoterápia kérdéseivel foglalkoznak. A négy kiadást (1951–59) megért, Dóczy Pál István szerkesztette kőnyomatos Belgyógyászati jegyzet egyik társszerzője. A magyarországi Orvosi Hetilapban is jelent meg szakközleménye 1961-ben. Rákosfalvy Zoltánnal írt, a balneo-fizikoterápiával foglalkozó orvosi könyvét 1978-ban román nyelven, 1979-ben magyar nyelven adta ki. Szakfordítással is foglalkozott.
Zenekritikai írásait a TETT, Új Élet, Utunk, Vörös Zászló közölte. Szovátáról, mint gyógyfürdőhelyről I. Deleanuval írt útikalauzt.